# Discografia de Hannah Montana
A discografia de Hannah Montana, personagem criada para a série de TV com o mesmo nome, é realizada pela atriz e cantora norte-americana Miley Cyrus, e consiste em um álbum ao vivo, 28 singles, quinze vídeos, cinco trilhas sonoras, e dois álbum de remixes.
O primeiro trabalho musical de Cyrus foi creditado a Hannah Montana, e foi lançado em outubro de 2006, com oito faixas do show na primeira trilha sonora, que chegou ao #1 nos Estados Unidos, e chegou no top dez na U.K. Compilations Chart. A segunda trilha sonora,Hannah Montana 2, chegou ao topo dos charts dos Estados Unidos e da Colômbia, e Hannah Montana: O Filme chegou ao #1 na Áustria, Canadá, Irlanda, Nova Zelândia, Espanha, Estados Unidos e Turquia, assim como Hannah Montana 3 liderou a Billboard Kid Albums e a Top Soundtracks charts. O primeiro álbum de remixes, Hannah Montana 2: Non-Stop Dance Party, chegou a #7 nos EUA, e o segundo, Hannah Montana: Hits Remixed, chegou a #103. O primeiro álbum ao vivo, Hannah Montana & Miley Cyrus Show: O Melhor dos Dois Mundos, chegou a #1 no Top Kid Audio (agora Kid Albums). A quinta e última trilha sonora de Hannah Montana, Hannah Montana Forever, será lançada no dia 19 de outubro de 2010.
30 singles foram liberados pela personagem Hannah Montana, até à data, 24 dos quais têm estado em vários charts. "He Could Be the One" provou ser a mais bem sucedida nos Estados Unidos, chegando a #10 na Billboard Hot 100. Contando a partir do dia 27 de abril de 2010, os álbuns de Hannah Montana já venderam mais de 13,2 milhões de cópias apenas nos EUA.

## Álbuns

### Trilhas Sonoras
| Ano  | Álbum                                                    | Posições de Charts | Posições de Charts | Posições de Charts | Posições de Charts | Posições de Charts | Certificações                               |
| Ano  | Álbum                                                    | US                 | CAN                | AUS                | NZ                 | ESP                | Certificações                               |
| ---- | -------------------------------------------------------- | ------------------ | ------------------ | ------------------ | ------------------ | ------------------ | ------------------------------------------- |
| 2006 | Hannah Montana - Gravadora: Walt Disney Records          | 1                  | 10                 | 35                 | 22                 | 14                 | - EUA: 3× Platina - CAN: Ouro - BR: Ouro    |
| 2007 | Hannah Montana 2 - Gravadora: Walt Disney Records        | 1                  | 3                  | 20                 | 6                  | 46                 | - EUA: 3× Platina - CAN: Platina - BR: Ouro |
| 2009 | Hannah Montana: O Filme - Gravadora: Walt Disney Records | 1                  | 1                  | 6                  | 1                  | 1                  | - EUA: Platina - NZ: Platina - BR: Ouro     |
| 2009 | Hannah Montana 3 - Gravadora: Walt Disney Records        | 2                  | 2                  | 27                 | 16                 | 6                  |                                             |
| 2010 | Hannah Montana Forever - Gravadora: Walt Disney Records  | -                  | -                  | -                  | -                  | -                  |                                             |

### Ao Vivo
| Ano                                                                                          | Álbum | Posições de Charts | Posições de Charts | Posições de Charts | Posições de Charts | Posições de Charts | Posições de Charts |
| Ano                                                                                          | Álbum | EUA                | CAN                | UK                 | AUS                | NZ                 | ESP                |
| -------------------------------------------------------------------------------------------- | ----- | ------------------ | ------------------ | ------------------ | ------------------ | ------------------ | ------------------ |
| 2008                                                                                         |       |                    |                    |                    |                    |                    |                    |
| Hannah Montana & Miley Cyrus Show: O Melhor dos Dois Mundos - Gravadora: Walt Disney Records | 3     | 3                  | 29                 | 16                 | 27                 | 46                 |                    |

### Remixes
| Ano  | Álbum                                                                   | Posições de Charts |
| Ano  | Álbum                                                                   | US                 |
| ---- | ----------------------------------------------------------------------- | ------------------ |
| 2008 | Hannah Montana 2: Non-Stop Dance Party - Gravadora: Walt Disney Records | 7                  |
| 2008 | Hannah Montana: Hits Remixed - Gravadora: Walt Disney Records           | 103                |

## Singles
| 2006                                                          | "The Best of Both Worlds"                  | 92  | 71 | 17 | —  | —   | Hannah Montana            |
| 2006                                                          | "Who Said"                                 | 83  | 63 | —  | —  | 109 | Hannah Montana            |
| 2006                                                          | "This Is the Life"                         | 89  | 68 | —  | —  | —   | Hannah Montana            |
| 2006                                                          | "Pumpin' Up the Party"                     | 81  | 62 | —  | —  | —   | Hannah Montana            |
| 2006                                                          | "The Other Side of Me"                     | 84  | 64 | —  | —  | —   | Hannah Montana            |
| 2006                                                          | "Just Like You"                            | 99  | 79 | —  | —  | —   | Hannah Montana            |
| 2006                                                          | "I Got Nerve"                              | 67  | 51 | —  | —  | —   | Hannah Montana            |
| 2006                                                          | "If We Were A Movie"                       | 47  | 38 | —  | —  | —   | Hannah Montana            |
| 2006                                                          | "Rockin' Around the Christmas Tree"        | —   | —  | —  | —  | —   | Hannah Montana            |
| 2007                                                          | "Nobody's Perfect"                         | 27  | 25 | —  | —  | 87  | Hannah Montana 2          |
| 2007                                                          | "Make Some Noise"                          | 92  | 78 | —  | —  | —   | Hannah Montana 2          |
| 2007                                                          | "Life's What You Make It"                  | 25  | 24 | —  | —  | —   | Hannah Montana 2          |
| 2007                                                          | "True Friend"                              | 99  | 82 | —  | —  | —   | Hannah Montana 2          |
| 2007                                                          | "One in a Million"                         | 112 | 96 | —  | —  | —   | Hannah Montana 2          |
| 2007                                                          | "We Got the Party"                         | —   | —  | —  | 98 | —   | Hannah Montana 2          |
| 2007                                                          | "Bigger Than Us"                           | —   | —  | —  | —  | —   | Hannah Montana 2          |
| 2008                                                          | "Rock Star"                                | 81  | 53 | —  | —  | —   | Hannah Montana 3          |
| 2008                                                          | "Let's Do This"                            | 123 | —  | —  | —  | —   | Hannah Montana: The Movie |
| 2009                                                          | "Let's Get Crazy"                          | 57  | —  | —  | 26 | —   | Hannah Montana: The Movie |
| 2009                                                          | "You'll Always Find Your Way Back Home"    | 81  | —  | —  | 76 | —   | Hannah Montana: The Movie |
| 2009                                                          | "It's All Right Here"                      | 124 | —  | —  | —  | —   | Hannah Montana 3          |
| 2009                                                          | "I Wanna Know You" (feat. David Archuleta) | 74  | —  | —  | —  | —   | Hannah Montana 3          |
| 2009                                                          | "Ice Cream Freeze (Let's Chill)"           | 87  | —  | —  | 57 | —   | Hannah Montana 3          |
| 2009                                                          | "He Could Be the One"                      | 10  | —  | —  | 97 | 64  | Hannah Montana 3          |
| 2009                                                          | "Don't Wanna Be Torn"                      | 104 | —  | —  | —  | —   | Hannah Montana 3          |
| 2009                                                          | "Supergirl"                                | 105 | —  | —  | —  | —   | Hannah Montana 3          |
| 2010                                                          | "Just a Girl"                              | —   | —  | —  | —  | —   | Hannah Montana 3          |
| 2010                                                          | "Are You Ready"                            | —   | —  | —  | —  | —   | Hannah Montana Forever    |
| 2010                                                          | "Ordinary Girl"                            | 91  | —  | —  | —  | —   | Hannah Montana Forever    |
| 2010                                                          | "I'm Still Good"                           | —   | —  | —  | —  | —   | Hannah Montana Forever    |
| 2010                                                          | "Que Sera"                                 | —   | —  | —  | —  | —   | Hannah Montana Forever    |
| "—" representa singles não posicionados nas paradas musicais. |                                            |     |    |    |    |     |                           |

## Vídeos
| Ano  | Canção                                  |
| ---- | --------------------------------------- |
| 2006 | "The Best of Both Worlds"               |
| 2006 | "Who Said"                              |
| 2006 | "This Is the Life"                      |
| 2006 | "Pumpin' Up the Party"                  |
| 2006 | "The Other Side of Me"                  |
| 2006 | "Just Like You"                         |
| 2006 | "I Got Nerve"                           |
| 2006 | "If We Were a Movie"                    |
| 2007 | "Nobody's Perfect"                      |
| 2007 | "Make Some Noise"                       |
| 2007 | "Life's What You Make It"               |
| 2007 | "True Friend"                           |
| 2008 | "Rock Star"                             |
| 2008 | "It's All Right Here"                   |
| 2008 | "Let's Do This"                         |
| 2009 | "Let's Get Crazy"                       |
| 2009 | "Ice Cream Freeze (Let's Chill)"        |
| 2009 | "He Could Be the One"                   |
| 2009 | "You'll Always Find Your Way Back Home" |
| 2010 | "Are You Ready"                         |
| 2010 | "Ordinary Girl"                         |
| 2010 | "I'm Still Good"                        |
| 2010 | "Que Sera"                              |